# Берилієва бронза

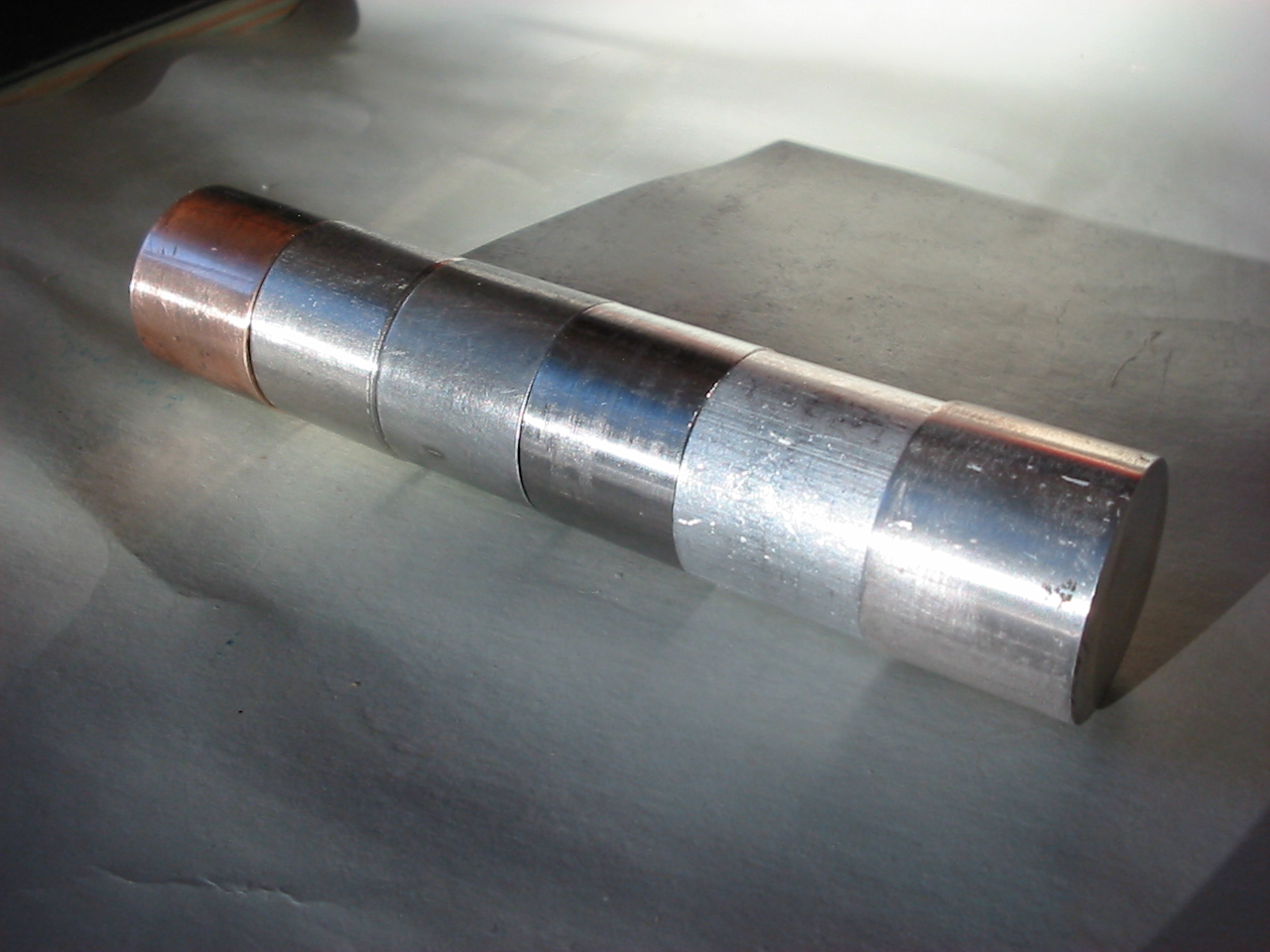
Берилієва бронза (ліворуч) у порівнянні з іншими сплавами. Далі зліва направо: інконель, сталь, титан, алюміній, магній

Бери́лієва бро́нза (англ. beryllium bronze) або бери́лієва мідь (англ. beryllium copper, BeCu) — сплави на основі міді, із вмістом не більше 3 % берилію. Може містити також інші легувальні добавки, такі як нікель (0,2 %…0,4 %) і титан (0,1 %…0,25 %) та інші домішки не більше від 0,5 %. Берилієві бронзи серед мідних сплавів вирізняються високою міцністю при збереженні високого рівня електро- та теплопровідності.

## Структурні особливості
Найбільше застосування знайшли сплави системи «Cu-Be», до яких належить дисперсно-зміцнюваний сплав БрБ2 за ГОСТ 18175-78 (CuBe2, alloy 25, C 17200 за специфікаціями інших країн), що містить близько 1,8…2,1 % берилію, а також сплави системи МНБ (мідь-нікель-берилій або CuNi2Be, alloy 3, C17510 за іншими специфікаціями) та МКБ (мідь-кобальт-берилій чи CuСо2Be, alloy 10, C17500), з вмістом до 0,8 % берилію. Сплав БрБ2 також називають високолегованою берилієвою бронзою, а сплави типу МНБ та МКБ — низьколегованою берилієвою бронзою. Також користується попитом високолегована берилієва бронза марки БрБ2,5 за ТУ 48-21-96-72 (із вмістом легувального компонента 2,3…2,6 %, близький зарубіжний аналог C82000).

Діаграма фазових рівноваг Cu-Be за даними

З усіх видів бронз берилієві бронзи вирізняються великою міцністю та пружністю після зміцнювального термічного оброблення: гартування й старіння. Значне зміцнення після такого оброблення забезпечується різко вираженою температурною залежністю розчинності Ве в Cu. Граничний вміст Ве в твердому розчині сягає 2,7 % за температури 866 °C і стрімко зменшується зі зниженням температури нижче 0,2 % (див. фазову діаграму Cu-Be). Нагрівання до температури гартування вище лінії сольвус забезпечує максимальне насичення берилієм та вакансіями α-твердого розчину, збільшуючи ефект зміцнення під час старіння. Проте, перевищення температури гартування спричиняє перегрівання, тобто невиправданий ріст зерна твердого розчину, що окрихчуватиме сплав. Оптимальна температура гартування берилієвих бронз 760…800 °C. Через велику критичну швидкість гартування (30…70 °C·с–1) їх охолоджують переважно у воді. Після гартування, яке фіксує структуру перенасиченого розчину, берилієві бронзи мають за помірної границі міцності 400…500 МПа достатньо високу пластичність (відносне видовження — приблизно 40 %), яка дозволяє виконувати у загартованому стані оброблення тиском на холодно.
Ефективне зміцнення берилієвих бронз до границі міцності 1000…1200 МПа забезпечують старінням в інтервалі 300…350 °C упродовж 2…3 год, під час якого відбувається розпад перенасиченого твердого розчину. Він починається з утворення зон Гіньє-Престона (ГП) у формі дископодібних (діаметром 2…10 нм) моношарів атомів Ве, які спотворюють кристалічну структуру навколишнього твердого розчину. Завершується старіння утворенням дисперсних пластинок завдовжки 5…10 нм метастабільної фази γ⸍, когерентно спряженої з матрицею.
Перестарювання за температур понад 400 °C та тривалих витримок зумовлює знеміцнення внаслідок зменшення дисперсності й огрублення пластинок γ⸍-фази, втрати когерентності й перетворення її у стабільну γ-фазу (твердий розчин на основі інтерметаліда CuBe).
Додатки нікелю, кобальту або заліза сприяють уповільненню швидкості фазових перетворень під час термічного оброброблення, що значно полегшує технологію гартування й старіння. Крім того, нікель підвищує температуру рекристалізації, а манґан може частково замінити дорогий берилій.

## Властивості берилієвих бронз
Слід виділити такі основні властивості цих сплавів:
- підвищена тепло- і електропровідність, що ненабагато поступається властивостям міді;
- високий рівень стійкості до зношування, повзучості та втоми;
- висока границя пружності;
- відсутність іскор при ударах;
- підвищена корозійна стійкість, висока твердість та границя міцності.

Крім того, бронзи, в яких присутній берилій, характеризуються відмінною теплотривкістю. Вироби з них функціонують без зміни своїх механічних характеристик за температур до 340 0С. А при вищих температурах (близько 5000С) механічні показники берилієвих сплавів ідентичні показникам алюмінієвих і олов'яно-фосфористих композицій за температури експлуатації у 20 0C.
Збільшення вмісту берилію до 2,5 % підвищує границю пружності, але суттєво збільшує вартість сплаву (бронза БрБ2,5). Окрім того, широкому вжитку берилієвих бронз перешкоджає токсичність Ве. Легування Mg, Ni, Ti, Co дає змогу зменшити його вміст в бронзах до 1,7...1,9 % без помітного зниження механічних властивостей, і таким чином здешевити їх. Легування бронзи із вмістом 1,85-2,1 % берилію, додатково титаном 0,1…0,25 % та нікелем 0,2…0,4 % (бронза Бр БНТ 1,9 за ГОСТ 18175-78) дозволяє отримати границю пружності таку ж як у дорожчої бронзи БрБ2,5 (близько 800 МПа). Мікролегування берилієвих бронз бором (0,01 %) або магнієм (0,1 %) сприяє подальшому підвищенню границі пружності й зменшенню непружних ефектів.
Шляхом термомеханічного оброблення (загартування + холодна пластична деформація зі ступенями обтискання до 50 % + старіння) можна підвищити границю пружності берилієвих бронз на 20…40 %, наприклад, у бронзи Бр БНТ1,9 — до 1000 МПа.

## Використання

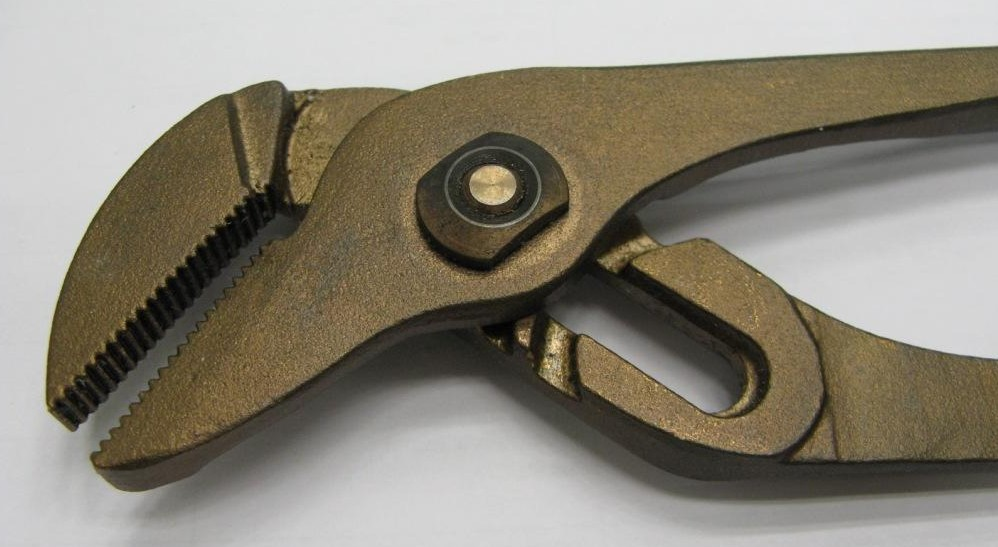
Безіскровий інструмент з берилієвої бонзи

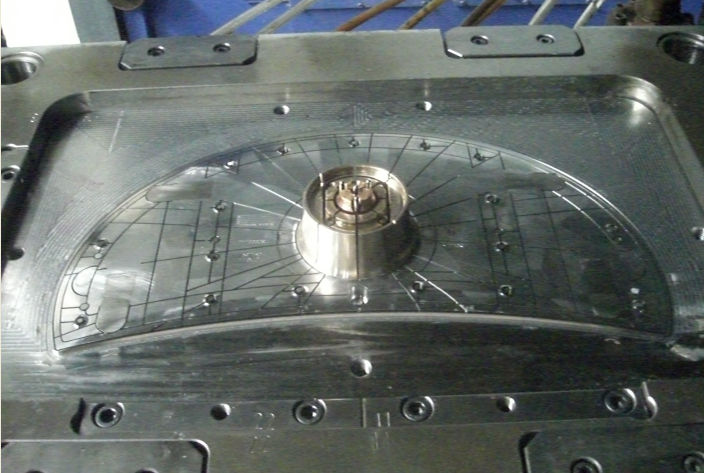
Вставка з берилієвої бронзи у прес-формі для лиття під тиском АБС-пластику

Берилієва бронза БрБ2 (з 2 % Ве) має високу хімічну стійкість, добре зварюється, легко ріжеться. З цієї бронзи виготовляють пружини, мембрани, деталі для роботи в умовах зношування в агресивних середовищах, пружні контакти, безіскрові інструменти для ведення вибухонебезпечних гірничих робіт тощо.
Такі бронзи підходять для випуску з них фасонних виливків хорошої якості. Але зазвичай ці сплави поставляються у вигляді різноманітних напівфабрикатів, що пройшли операцію деформування (дріт, тонка стрічка, смуги тощо). Берилієві бронзи легко піддаються обробці паянням, зварюванням, різанням, однак, існують і певні обмеження на здійснення цих операцій.
Берилієві сплави необхідно паяти відразу ж після того, як була виконана їх зачистка (механічна). При цьому використовується флюс з вмістом фтористих солей та спеціальні срібні припої. В останні роки поширення набуло вакуумне паяння бронз під шаром флюсу, що гарантує унікальну якість зварного з'єднання. Електродугове зварювання берилієвих сплавів майже не використовується, що пов'язане з їх великим кристалізаційним температурним інтервалом, зате роликове, точкове, шовне зварювання і зварювання в інертній атмосфері освоєні досить добре та обов'язково повинно виконуватись до термічного оброблення. Завдяки високим електропровідності й жароміцності малолеговані бронзи використовуються у виробництві електротримачів зварних стрижнів зварювальних апаратів.
Завдяки хорошій електропровідності та пружним властивостям берилієві бронзи знайшли застосування в електронних та електричних виробах для виготовлення високонадійних контактів, роз'ємів, гнізд для монтажу інтегральних компонентів тощо і які використовуються в автомобіле- та авіабудуванні. Без берилієвих сплавів не обходиться жодний портативний електронний пристрій (ноутбук, планшетний комп'ютер, мобільний телефон, комунікатор тощо), де з цих сплавів виготовлені мініатюрні деталі.
Знаходять застосування такі бронзи й при виготовленні обладнання для видобутку нафти, а також бурильних установок. Корозійна тривкість, висока антифрикційна спроможність та міцність — це властивості систем «Cu-Ве», які необхідні бурильникам та нафтовикам. Зазвичай з мідно-берилієвих сплавів виробляють допоміжні бурильні пристосування, бурильні труби та нарізеві з'єднання для них, опори валів насосів для перепомповування нафти тощо.
Ще одна сфера застосування бронз з берилієм — виготовлення поршнів агрегатів, які використовуються для виконання операцій лиття під тиском, стінок обладнання для кристалізації машин безперервного лиття заготовок та ливарного обладнання, кокілів для лиття різноманітних складних сплавів і металів. У даному разі відпадає необхідність додаткового захисту стінок зазначених агрегатів з метою підвищення часу їх експлуатації.